# Lista de Chalés de Percy Jackson
No universo criado por Rick Riordan, os Chalés dos Deuses, são localizados no Acampamento Meio-Sangue, que é o refúgio e centro de treinamento para jovens semideuses, filhos de deuses do Olimpo com humanos. Dentro do acampamento, a moradia dos campistas é dividida em chalés, cada um representando um deus ou deusa. Esses chalés não são apenas dormitórios, mas também espaços que refletem as características, poderes e personalidade da divindade a que pertencem.
Originalmente, havia 12 chalés, um para cada deus olímpico principal. No entanto, após os eventos da série original, e graças a um pedido feito por Percy Jackson, os deuses decidiram reconhecer também seus filhos de menor prestígio, construindo novos chalés para outras divindades. Isso elevou o número total para 20 chalés, tornando o acampamento mais inclusivo e organizado.
Cada chalé possui elementos arquitetônicos e decorativos que remetem ao domínio de seu deus patrono. O chalé de Ares, por exemplo, é vermelho e cercado por arame farpado, refletindo seu aspecto bélico, enquanto o de Afrodite é rosa e perfumado, representando beleza e romance.
Mais do que simples construções, os chalés são símbolos da identidade e da herança divina dos campistas. Eles reforçam a ligação entre pais e filhos, promovem um senso de pertencimento e desempenham um papel central na vida e na história dos semideuses no Acampamento Meio-Sangue.

## Chalés Originais

### Zeus - 1
O primeiro Chalé do acampamento, é o de Zeus, já que o mesmo é considerado o rei dos deuses. Ele é descrito como uma construção de mármore semelhante a um mausoléu, com colunas pesadas. As grandes portas duplas de bronze são polidas de forma a criar um efeito "holográfico" de raios passando por elas. Além disso, troveja constantemente. É descrita como semelhante a um banco. Em seu Interior possui um teto em forma de cúpula, decorado com mosaicos em movimento representando um céu nublado e raios. Uma estátua de Zeus em um quíton grego tradicional está no centro da sala. Jason Grace a descreve como um hippie de três metros de altura que enxerga todos os cantos da sala, exceto um canto onde Thalia Grace havia colocado seu saco de dormir e algumas fotos dela mesma, de Luke Castellan e de Annabeth Chase quando eram mais jovens. Há nichos com estátuas de águias douradas. Não há nenhum móvel lá. Assim como apresentados anteriormente, seus filhos mais conhecidos são Thalia e Joson Grace.

### Hera - 2
O Chalé de Hera é o segundo do acampamento. Sua construção é semelhante à de seu marido Zeus, porém menor. A cabana de Hera, por outro lado, é mais graciosa, com colunas mais esbeltas, rodeadas por romãs e flores. As paredes e portas também exibem imagens de pavões esculpidas. Em seu interior, tem uma grande estátua de Hera no centro com uma fogueira aos seus pés, como um templo. Não há móveis lá dentro porque ninguém jamais se hospedará naquele chalé, que é estritamente honorário (Hera é a deusa do casamento e "não anda por aí tendo casos com mortais. Isso é trabalho do marido dela"). Mas também porque, se não tivéssemos uma cabana para ela, ela ficaria furiosa.

### Poseidon - 3
O Chalé de Poseidon é o terceiro criado no acampamento. Ele é uma construção longa (largura) e baixa (altura) com janelas voltadas para o oceano. O chalé é feito de pedra marinha bruta, pedaços de coral e conchas incrustados nas paredes externas e um tridente com um grande número 3 de bronze sobre a porta. Percy descreveu o cheiro da cabana como semelhante ao da cabana em Montauk, onde sua mãe e seu pai se conheceram. Percy também afirma que sempre há uma boa brisa marítima soprando por ela. Em seu interior tem paredes feitas de abalone. Há seis beliches impecáveis com lençóis de seda e uma fonte de água salgada feita de rocha marinha cinzenta, com um peixe que jorra água pela boca e decoração de coral. O fundo estava cheio de dracmas de ouro para a mensagem de Íris, embora não se saiba se as moedas algum dia acabarão. Percy mais tarde cortou a fonte ao meio. Há também uma espécie de móbile de hipocampos ou "cavalo-marinho", como Tyson os chama. Ele também adicionou plantas subaquáticas e corais desconhecidos, dispostos no parapeito da janela, "mais bonitos do que as crianças que Deméter poderiam criar", comentou Percy. Assim como apresentados anteriormente, seus filhos mais conhecidos são Percy Jackson e Tyson (que é um Ciclope).

### Deméter - 3
O Chalé de Deméter, e é o quarto do acampamento. Ele é coberto de flores e tomateiros que crescem nas paredes e na porta. Flores silvestres e rosas crescem na varanda. O telhado é de grama de verdade. O chalé é pintado em um tom claro de marrom. Em seu interior tem um piso de grama e um carvalho no centro para sustentar o teto. Suas filhas(o) mais conhecidas(o) são Meg McCaffrey e Miranda Gardiner, que é a atual conselheira do chalé.

### Ares - 5
O Chalé de Ares é o quinto do acampamento. Ele é mal pintado de vermelho e tem uma grande cabeça de javali sobre a porta, com arame farpado no teto. Há menções de que o chalé está repleto de minas terrestres. Música rock está constantemente tocando lá. As paredes são decoradas com espadas e facões entalhados em mármore escuro. Não se sabe muito bem como é por dentro. Seus filhos mais conhecidos são Clarisse La Rue e Sherman Yang, que é o atual conselheiro do chalé.

### Atena - 6
O Chalé de Atena, é o sexto do acampamento. A construção é cinza com cortinas brancas simples e com um desenho de uma coruja sobre a porta. O interior abriga uma oficina e uma biblioteca. A biblioteca está repleta de milhares de livros e pergaminhos antigos, além de mesas e cadeiras para os semideuses estudarem e lerem. A oficina está abarrotada de mesas e bancadas, e os armários estão repletos de materiais para construir coisas. Há também vários modelos 3D de edifícios, plantas, mapas de guerra antigos e armaduras. Mais tarde, foi dito que o chalé também estava cheia de quadros inteligentes e outras coisas tipicamente encontradas em salas de aula, com todos as beliches amontoadas contra uma parede, "como se dormir não fosse importante". Percy a descreveu como uma "oficina de gênios". Seus filhos mais conhecidos são Annabeth Chase e Malcolm Pace, que é o atual conselheiro do chalé.

### Apolo - 7
O Chalé de Apolo, é o sétimo no acampamento. Ele é feito de ouro maciço e brilha durante o dia. É difícil dizer se o ouro está refletindo luz ou gerando-a. O interior tem beliches de cada lado, com uma cama dobrável no meio do chalé para os feridos. Vigas de cedro rústicas que guarnecem o teto e as paredes de gesso branco estão nuas, exceto por alguns cabideiros para casacos e armas. O cheiro é de linho limpo e sálvia seca. O chalé é descrito como modesto por Apolo. A única decoração são alguns vasos de flores no parapeito da janela, cheios de alegres flores amarelas da ilha de Delos. Elas só crescem dentro e ao redor do chalé. Will tem uma estante para guardar materiais de referência sobre seu pai, Apolo, para compartilhar com os novos campistas. Um dos vasos de flores está cheio de jacintos vermelhos e roxos. Seus filhos mais conhecidos são Lago Austin, Kayla Knowles, e Will Solace, que é o atual conselheiro do chalé.

### Ártemis - 8
O Chalé de Ártemis, é o oitavo do acampamento. Ele é uma construção toda prateada com cortinas prateadas, semelhante à vestimenta das Caçadoras. Ele também possui um brilho prateado durante a noite, como se refletisse a lua, mas parece um chalé normal durante o dia. É decorada com pinturas e esculturas de animais selvagens, mas principalmente do veado. Ártemis não tem filhos pois é a deusa da castidade, e por isso o seu chalé é honorário; no entanto, é usada pelas suas Caçadoras, que são consideradas como filhas adotivas de Ártemis, quando visitam o acampamento. Não se sabe como é por dentro. Entre suas caçadoras mais conhecidas estão Reyna Ramírez-Arellano uma semideusa romana filha de Belona, Bianca di Angelo filha de Hades, Zoë Nightshade filha de Atlas e Pleione, e Thalia Grace filha de Zeus, e atual conselheira do chalé.

### Hefesto - 9
O Chalé de Hefesto é o nono do acampamento, e parece uma pequena fábrica, com paredes de tijolos e chaminés como as forjas e muitas engrenagens ao redor da entrada. No seu interior tem beliches de aço dobrados encostados nas paredes, que Leo descreve como "camas de parede de alta tecnologia". Cada cama tem um painel de controle digital, luzes LED piscantes, pedras preciosas brilhantes e engrenagens interligadas. Possui paredes de metal brilhante e portas de ardósia de metal. É conhecido por ser sujo e bagunçado, cheio de lixo na maior parte do tempo. Um poste de bombeiro desce do segundo andar, embora, de fora, o andar extra não seja visível. Uma escada circular leva a uma espécie de porão. As paredes estão forradas com todo tipo de ferramenta elétrica imaginável e uma enorme variedade de armas. Uma bancada de trabalho transborda de sucata, parafusos, porcas, arruelas, pregos, rebites e um milhão de outras peças de máquinas. Há também um túnel embaixo. Está associado ao Bunker Nine. Seus filhos mais conhecidos são Arquimedes, Harley, Charles Beckendorf, e Leo Valdez, que é o atual conselheiro do chalé.

### Afrodite - 10
O Chalé de Afrodite, é o décimo no acampamento. Ele é um chalé de madeira com telhado pintado de azul, pilares, deck quadriculado com degraus e paredes cinzas. Também tem uma porta rosa e vasos de cravos perto da janela. Além disso, tem um forte cheiro de perfume de grife. Piper a descreve como "uma casa gigante da Barbie onde supermodelos vão para morrer". No interior tem paredes rosa com frisos de janela brancos. Há também cortinas de renda em azul pastel e verde que combinam com os lençóis e edredons de penas em todas as camas. Os rapazes têm uma fileira de beliches separados por uma cortina, mas a parte deles no chalé era tão limpa e organizada quanto a das meninas. O chalé está sempre limpo, exceto embaixo das camas, que têm embalagens de chocolate, bilhetes de amor e outras coisas embaixo delas. Cada campista tem um baú de acampamento de madeira ao pé de sua beliche com seu nome pintado nele. O único outro toque de individualismo era como os campistas decoravam seus beliches privados. Cada um tem fotos ligeiramente diferentes coladas de celebridades que eles achavam atraentes. Alguns também têm fotos pessoais, mas a maioria eram atores ou cantores. Seus filhos mais conhecidos são Piper McLean, Silena Beauregard, Drew Tanaka, e Mitchell.

### Hermes - 11
O Chalé de Hermes, é o décimo primeiro no acampamento. Ele possui tinta marrom descascada e um caduceu sobre a porta. Provavelmente está em muito mau estado devido a sua superlotação. Tem pelo menos um quarto com duas camas de solteiro, uma mesa de cabeceira de madeira entre as duas camas com uma urna grega, um baú na ponta da cama, Tênis Alados pendurados em um gancho, uma escrivaninha de madeira e uma cadeira, e cortinas nas janelas para privacidade. Pôsteres, fotos, uma espada, um mapa do Acampamento Meio-Sangue e um calendário estão pendurados na parede. À medida que mais semideuses começaram a ser reivindicados e as cabanas dos deuses menores foram construídas, as condições de espaço melhoraram. Seus filhos mais conhecidos são Luke Castellan, e os gêmeos Connor e Travis Stoll, são os atuais conselheiros do chalé.

### Dionísio - 12
O Chalé de Dionísio, é o décimo segundo no acampamento. Ele tem o teto e as paredes forrados de videiras, na cor vinho por toda a parte. É um lugar escuro, com um mini-freezer cheio de diet coke e outros tipos de comida, além de uma estátua de Dionísio em mármore com olhos de ametista no centro do chalé. Há também um espaço para guardar "apetrechos de festa", mostrando a ligação do chalé com as celebrações e o vinho. Não se sabe muito bem como é por dentro. Seus filhos mais conhecidos são Castor, e Pollux, que é o atual conselheiro do chalé.

## Chalés Seguintes

### Hades - 13
O Chalé de Hades, é o décimo terceiro do acampamento. As janelas são feitas de obsidiana sólida, com colunas pesadas e tochas que queimam em verde como fogo grego vinte e quatro horas por dia e tem uma caveira sobre a porta. O interior tem camas que lembram caixões, com estruturas de mogno, grades de latão e cobertores e travesseiros de veludo vermelho-sangue. De acordo com Nico , "Aparentemente, alguém pensou que os filhos de Hades eram vampiros, não semideuses". Hazel havia separado seu lado do chalé com lençóis para que "parecesse uma zona de quarentena", embora provavelmente já tivessem sido retirados.Seu filho mais conhecido é Nico di Angelo, que também é o atual conselheiro do chalé.

### Íris - 14
O Chalé de Íris, é o décimo quarto do acampamento. Ele possui cores vibrantes, chamativas, e vivas em suas paredes externas. Dependendo da posição do sol, é possível ver reflexos que lembram um arco-íris nas janelas, que parecem poças d'água. Dentro e ao redor do chalé, é possível ver vasos de flores multicoloridas enfeitando o parapeito da janela, e flores crescendo. Não se sabe muito bem como é por dentro. Seus filhos mais conhecidos são Blanche e Butch Walker, que é o atual conselheiro do chalé.

### Hipnos - 15
O Chalé de Hipnos, é o décimo quinto do acampamento. Ele é descrito por Jason como uma casa de pradaria antiga. Tem um telhado de junco e paredes de barro. Há uma coroa de papoulas vermelhas na porta. Em seu interior tem uma lareira com fogo crepitante. Acima da lareira, pende o símbolo de Hipnos: um galho de álamo pingando água do Rio Lete em um conjunto de tigelas de lata. Uma suave música de violino está sempre tocando, e o ar sempre cheira a roupa lavada. Há sempre muitas camas quentinhas e vazias, todas com travesseiros de penas, lençóis limpos e colchas fofas. Seu filho mais conhecido é Clovis, o atual conselheiro do chalé.

### Nêmesis - 16
O Chalé de Nêmesis, é o décimo sexto do acampamento. Ele é descrito como um edifício cinza escuro com colunas de pedra obsidiana e uma estátua de uma balança equilibrada no topo. Há uma roca quebrada acima da porta que lembra o Pac-Man. Não se sabe muito bem como é por dentro. Seus filhos mais conhecidos são Ethan Nakamura e Damien White.

### Nike - 17
O Chalé de Nike, é o décimo sétimo do acampamento. Ele possui uma estátua da deusa com asas abertas, representando seu símbolo de vitória. O chalé é feito de ouro, possui colunas de madeira, cobertas por carvalho, e acima de sua porta, á o símbolo de asas abertas. O interior tem quatro salas de estar principais com dois bancos almofadados embutidos que funcionam como camas, tem um espaço de armazenamento embaixo para suas roupas, armaduras e armas. Há também móveis embutidos e programáveis que podem ser dobrados. Também possui uma dúzia de esquemas de decoração de interiores feitos de ouro. Há também os banheiros privativos de última geração com chuveiro grande. Uma escada estreita encostada na parede dos fundos leva aos lofts com mais duas camas de solteiro e armazenamento extra embutido embaixo da escada. O loft também pode ser usado como uma área de reunião, sala de jogos, o que os campistas quiserem. Suas (o) filhas (o) mais conhecidas (o) são as irmãs Holly e Laurel Victor.

### Hebe - 18
O Chalé de Hebe, é o décimo oitavo do acampamento. Ele é um chalé florido delicado, cheio por romãs. É pintado de rosa, lilás e dourado, possui colunas de mármore, com várias trepadeiras de flores em seu redor. Acima da porta, temos o símbolo reluzente da deusa da juventude: uma taça de néctar eternamente cheia. Em seu interior possui um ar refrescante. As paredes são adornadas com murais que retratam cenas de juventude eterna — festas olímpicas onde os deuses dançam sob estrelas douradas, momentos de renovação e cura, e retratos de Hebe servindo néctar aos imortais. O chão é coberto por tapetes macios em tons pasteis, e véus translúcidos pendem do teto, balançando suavemente com a brisa encantada que parece nunca cessar. O perfume no ar é uma mistura delicada de flores silvestres e frutas frescas, e uma música suave — quase imperceptível — toca ao fundo, como se o próprio chalé estivesse em constante celebração da vitalidade. Os móveis são elegantes e acolhedores, com almofadas coloridas espalhadas por sofás baixos e poltronas que convidam ao descanso e à conversa. Espelhos encantados refletem os ocupantes em sua melhor forma, como se quisessem lembrar a todos que a juventude não é apenas aparência, mas também espírito. Pequenas fontes de néctar borbulham em cantos estratégicos, e uma estante repleta de livros sobre saúde, bem-estar e mitologia ocupa uma parede inteira, oferecendo sabedoria para quem busca equilíbrio. Seu filho mais conhecido é Paulo Montes, que por sinal é brasileiro.

### Tyche - 19
O Chalé de Tyche, é o décimo nono do acampamento. De acordo com Rick Riordan, o chalé parece um cassino em miniatura de Las Vegas. Ele parece brincar com o acaso desde o primeiro olhar. Por fora, sua estrutura muda sutilmente a cada dia — às vezes com telhado azul, outras com janelas douradas — como se a sorte decidisse seu visual. Dados gigantes decoram o caminho até a porta, e uma roda da fortuna gira lentamente no alto da fachada, brilhando sob o sol. No seu interior ele é vibrante e imprevisível. As paredes são cobertas por tapeçarias coloridas que mudam de padrão conforme o humor dos ocupantes. Luzes cintilantes pendem do teto, e há jogos espalhados por todos os cantos — cartas, tabuleiros, dominós — muitos deles encantados. Um leve aroma de caramelo e hortelã paira no ar, e risadas são quase constantes. Sua filha mais conhecida é Chiara Benvenuti.

### Hécate - 20
O Chalé de Hécate, é o vigésimo do acampamento. Ele parece normal, mas é construído com blocos de pedra com inscrições mágicas. Se os blocos caírem, podem explodir ou transformar qualquer pessoa num raio de 800 metros em árvores. O chalé se ergue como uma sombra elegante entre os demais, envolto por uma aura misteriosa. Por fora, suas paredes são de pedra escura com linhas prateados que brilham sob a lua. Lanternas encantadas flutuam ao redor, lançando uma luz suave e esverdeada. Símbolos arcanos estão gravados nas colunas, pulsando levemente como se respirassem magia. Em seu interior, o ar muda — denso, silencioso, carregado de energia. As paredes internas são cobertas por estantes repletas de grimórios, frascos com ingredientes exóticos e artefatos mágicos. O teto parece um céu noturno em constante movimento, com constelações que se rearranjam conforme os feitiços lançados. No centro, um círculo mágico está sempre pronto para rituais e treinamentos. Sua filha mais conhecida é Lou Ellen Blackstone.